# Цент (музыка)
Цент (лат. centum — сто) — безразмерная логарифмическая единица отношения двух частот или значений границ музыкального интервала. Две частоты {\displaystyle {a}} и {\displaystyle b} с разницей в один цент относятся как
{\displaystyle {\frac {a}{b}}=2^{1/1200}=1{,}0005777895\dots }
Таким образом, изменение частоты на 1 цент соответствует её изменению примерно на 0,058 процента. 100 центов составляют один полутон равномерно темперированного строя, 50 центов равны половине полутона равномерно темперированного строя, 1200 центов равны октаве. Отношение частот, выраженное в центах, вычисляется по формуле:
{\displaystyle n=1200\log _{2}{\frac {a}{b}}}
Понятие цента было введено А. Дж. Эллисом.